# Xystrocera similis
Xystrocera similis är en skalbaggsart som beskrevs av Jordan 1894. Xystrocera similis ingår i släktet Xystrocera och familjen långhorningar.
Artens utbredningsområde är:
- Gabon.
- Kenya.

Inga underarter finns listade i Catalogue of Life.